# Colleen Lee
Colleen Lee Ka-ling (李嘉齡, Hong Kong, 11 d'octubre de 1980) és una pianista de Hong Kong que va aconseguir el 6è premi del 15è Concurs Internacional de Piano Frédéric Chopin l'any 2005.

## Biografia
Colleen Lee comença els seus estudis de piano amb quatre anys i va ser admesa a l'Acadèmia de les arts de l'escena de Hong Kong. Va graduar-se l'any 2001 i va obtenir el seu diploma professional l'any 2003. A continuació, estudia amb Arie Vardi a la Hochschule de Hannover, a Alemanya.
Va fer molts recitals a gairebé tots els continents, del Carnegie Hall a Nova York al Solaaar de Chopin a Polònia, i col·labora amb moltes grans orquestres, interpretant des d'obres de Bach a creacions mundials de Tjeknavorian, entre d'altres. Va actuar com a artista convidada a festivals d'Àustria (Caríntia), a França (Festival Pau Casals), a Alemanya (Meissen, Goslar), a Itàlia (Assise), a Holanda (Holland Music Sessions) i a Polònia (Antonin, Chopin Duszniki Zdroj), i retransmesa a la ràdio a Hong Kong, a Polònia, a Alemanya, a Itàlia, a Escòcia i als Estats Units.
És considerada com una pianista de primer ordre a Hong Kong i toca nous mestres a la sèrie Tour Concertgebouw, Amsterdam i La Haia; així com a Nova York, San Francisco i Tel-Aviv (amb l'Orquestra Filharmònica d'Israel) entre altres llocs prestigiosos.
L'any 2005, rep el 6è premi del Concurs Internacional de Piano Frédéric Chopin i, l'any 2006, el 6è del concurs internacional de piano Gina Bachauer. Rep igualment l'esment elogiós del Bureau d'afers interiors l'any 2004 i també per al servei comunitari del director general l'any 2006, en reconeixement de les seves realitzacions excepcionals en el domini de la música.

## Altres
Colleen Lee grava regularment per a RTHK Ràdio 4 tant per als recitals com per a les sèries de cambra. A més, figura entre els artistes presentats a la sèrie d'èxit Outstanding Young Chinese Musicians Series (2006), així com entre els deu músics excepcionals de Hong Kong presentats al CD i el programa "Gifted" programat per RTHK 4 per celebrar els 10 anys de l'establiment de la RAS de Hong Kong. El seu primer CD, un àlbum totalment compost de Chopin, gravat a Varsòvia amb el Pleyel Piano és publicat per l'Institut Fryderyk Chopin l'any 2006. Al febrer de 2008, grava el seu segon CD, incloent diverses sonates per a Domenico Scarlatti.